# 斑姬啄木鸟
斑姬啄木鸟（学名：Picumnus innominatus）为啄木鸟科姬啄木鸟属的鸟类，分布于亚洲东部和东南部。该物种的模式产地在锡金。

## 亚种
- 斑姬啄木鸟华南亚种（学名：Picumnus innominatus chinensis）。在中国大陆，分布于华南、西至四川、云南、北至河南、陕西、甘肃等地。该物种的模式产地在浙江。[3]
- 斑姬啄木鸟指名亚种（学名：Picumnus innominatus innominatus）。在中国大陆，分布于西藏等地。该物种的模式产地在锡金。[4]
- 斑姬啄木鸟云南亚种（学名：Picumnus innominatus malayorum）。在中国大陆，分布于云南等地。[5]